# Олег Романович Брянський
Олег Романович (1245—1307) — князь брянський. Згадується в Галицько-Волинському літописі. Залишив князювання і прийняв постриг з ім'ям Василь у Брянському Петропавлівському монастирі.
Князь Олег Брянський, в хрещенні Леонтій, був сином першого брянського князя Романа Михайловича (1225—1290) і онуком святого мученика князя Михайла Чернігівського (1179—1246). В Іпатіївському літописі згадується, що в 1274 році князь Олег разом із батьком Романом Михайловичем Брянським брав участь у військовому поході проти Литви. Пізніше Олег на свої гроші заснував у Брянську новий монастир, що дійшов під назвою Петропавлівський, і через кілька років після смерті батька, залишивши брянським князем свого брата, прийняв там же чернечий постриг з ім'ям Василь. Церковні архіви свідчать, що в цьому монастирі благовірний князь помер строгим подвижником 20 вересня 1307 року і був похований у монастирському храмі.
Незабаром після смерті князь Олег Брянський був канонізований як святий. Рака з мощами преподобного була встановлена в одній з церков Петропавлівського монастиря. 10 серпня 1995 року, завдяки зусиллям фахівців-пошукачів, мощі святого князя Олега Брянського були знову знайдені. Нині мощі спочивають у Петропавлівському храмі і доступні для поклоніння. За минулі століття було створено багато ікон з ликом святого благовірного князя Олега Брянського, які знаходяться як в Троїцькому храмі, так і в інших церквах.